# Краснополянська сільська рада (Новосергієвський район)
Краснополя́нська сільська рада (рос. Краснополянский сельский совет) — сільське поселення у складі Новосергієвського району Оренбурзької області Росії.
Адміністративний центр — селище Красна Поляна.

## Населення
Населення — 509 осіб (2019; 591 в 2010, 529 у 2002).

## Склад
До складу сільської ради входять:
| Населений пункт       | Населення, осіб (2002) | Населення, осіб (2010) |
| --------------------- | ---------------------- | ---------------------- |
| Красна Поляна, селище | 433                    | 503                    |
| Ростош, селище        | 81                     | 74                     |
| Степний Маяк, селище  | 15                     | 14                     |